# Alessandro Striggio
Alessandro Striggio (Màntua, 1540 - Màntua, 29 de febrer de 1592) fou un compositor i madrigalista del Renaixement.
Pertanyia a una família de la noblesa, i en un principi restà al servei de Cosme I de Mèdici, i més tard fou nomenat mestre de capella de la cort de Màntua. Ensems que era notable organista i concertista de llaüt, però el seu mèrit principal és haver estat un dels primers a compondre intermezzos per al teatre i en haver donat a la música un poder expressiu del qual abans n'era mancada, sent en aquest sentit digne de situar-se al costat de Peri, Caccini i Monteverdi.
Les seves obres teatrals són L'amico fido (1565) i Psyche, representada aquesta última en ocasió de l'enllaç de Francesc I i Joana d'Àustria, així com la música que va compondre amb ocasió de la visita de l'arxiduc d'Àustria a Florència (1569) i de les segones noces de Francesc I de Mèdici amb Bianca Cappello, aquesta última amb col·laboració amb Strozzi, Caccini i Merulo.
A més se li deuen:
- Madrigali a cinco voci (Venècia, 1560);
- Tres llibres de Madrigals a 6 veus (Venècia, 1566 i 1582);
- Il Cicalamento delle donne al buccato, e la caccia, a 4, 5,é 7 voci (Venècia, 1584).

També es troben composicions de Striggio en:
- Il Lauro Verde (Anvers, 1591)
- Musica divina di XIX autore illustri (Anvers, 1595);
- Harmonia Celeste (Anvers, 1593);
- Melodia Olympica (Anvers, 1594);
- Il trionfo di Dori (Venècia, 1596).

Era el pare d'Alessandro Striggio II, anomenat Sandrino (1573- 1630).